# Oria (Spania)
Oria este un municipiu din provincia Almería, Andaluzia, Spania, cu o populație de 2.161 locuitori.